# Loïc Guguen
Loïc Guguen, né le 29 juillet 1972 à Champigny-sur-Marne et  mort le 20 janvier 2023 à Paris,, est un baryton dramatique français.

## Biographie
Loïc Guguen étudie avec Rachel Yakar et à Londres avec Laura Sarti à l'Opera Course de la Guildhall School of Music and Drama de Londres dont il est diplômé en mars 2006. Il débute la même année à Londres avec le rôle-titre de Simon Boccanegra de Giuseppe Verdi. 

## Carrière
Opéra
- Ford (Falstaff de Giuseppe Verdi) à Londres, sous la direction de Paolo Olmi,
- Don Cassandro (La Finta Semplice de Wolfgang Amadeus Mozart),
- Le moine sculpteur (Le Jongleur de Notre-Dame de Jules Massenet) à Metz,
- Germont (La traviata de Giuseppe Verdi) et Sharpless (Madame Butterfly de Giacomo Puccini) à l'Opéra de Besançon,
- Renato (Un ballo in maschera de Giuseppe Verdi) en Irlande du Nord,
- Valentin (Faust de Charles Gounod) à Édimbourg,
- Le Directeur et Presto (Les Mamelles de Tirésias de Francis Poulenc) au festival de Feldkirch (Autriche),
- Marcello (La Bohème de Giacomo Puccini) à l'opéra de Metz,

Oratorio
- Passion selon Saint-Matthieu de Johann Sebastian Bach (Pilate) sous la direction de John Nelson
- L'Enfance du Christ d'Hector Berlioz (Polydorus)
- Messa da requiem de Giuseppe Verdi avec l'Orchestre Colonne